# Clarke-Transformation
Die Clarke-Transformation, benannt nach Edith Clarke und auch als α,β-Transformation bezeichnet, dient dazu, mehrphasige Größen wie bei einer Drehstrommaschine mit den Achsen U, V, W, … in ein einfacheres zweiachsiges Koordinatensystem mit den Achsen α, β zu überführen. Die Clarke-Transformation ist zusammen mit der d/q-Transformation eine der mathematischen Grundlagen zur Vektorregelung von Drehstrommaschinen und beschreibt eine von mehreren möglichen Raumzeigerdarstellungen.

Anordnung der im Stator angebrachten Spulen im sogenannten statorfesten αβ-Koordinatensystem.

Bei der Clarke-Transformation wird das zugrundeliegende rechtwinklige Koordinatensystem gleich dem ruhenden Stator gewählt und in der komplexen Ebene mit dem Realteil α und dem Imaginärteil β abgebildet, wobei die Summe der drei Außenleiterströme zu jedem Zeitpunkt immer null ist. Im Dreiphasensystem sind die drei Spulen des Stators einer Drehfeldmaschine jeweils um einen Winkel von 120° versetzt, wobei definitionsgemäß die Achse U mit der reellen Achse α zusammenfällt, wie in nebenstehender Abbildung dargestellt. 
Die Clarke-Transformation überführt die drei Phasenströme {\displaystyle I_{U}}, {\displaystyle I_{V}} und {\displaystyle I_{W}} in zwei dazu gleichwertige Ströme {\displaystyle I_{\alpha }} und {\displaystyle I_{\beta }}. 
{\displaystyle I_{\alpha }=\left(\cos(0^{\circ })\cdot I_{U}+\cos(120^{\circ })\cdot I_{V}+\cos(240^{\circ })\cdot I_{W}\right){\frac {2}{3}}}
{\displaystyle I_{\beta }=\left(\sin(0^{\circ })\cdot I_{U}+\sin(120^{\circ })\cdot I_{V}+\sin(240^{\circ })\cdot I_{W}\right){\frac {2}{3}}}
In elementweiser Matrixschreibweise lautet sie:
{\displaystyle {\begin{bmatrix}I_{\alpha }\\I_{\beta }\end{bmatrix}}={\frac {2}{3}}{\begin{bmatrix}1&-{\frac {1}{2}}&-{\frac {1}{2}}\\0&{\frac {\sqrt {3}}{2}}&-{\frac {\sqrt {3}}{2}}\\\end{bmatrix}}{\begin{bmatrix}I_{U}\\I_{V}\\I_{W}\end{bmatrix}}}
Aufgrund der Voraussetzung, dass zu jedem Zeitpunkt die Summe der drei Phasenströme immer null ist, lässt sich diese Gleichung vereinfachen zu:
{\displaystyle {\begin{bmatrix}I_{\alpha }\\I_{\beta }\end{bmatrix}}={\begin{bmatrix}1&0\\{\frac {1}{\sqrt {3}}}&{\frac {2}{\sqrt {3}}}\\\end{bmatrix}}{\begin{bmatrix}I_{U}\\I_{V}\end{bmatrix}}}
In der Praxis bedeutet die Vereinfachung, dass nur bei zwei und nicht bei drei Strängen der Strom beispielsweise durch Stromwandler tatsächlich gemessen werden muss.
Die inverse Clarke-Transformation lautet:
{\displaystyle {\begin{bmatrix}I_{U}\\I_{V}\\I_{W}\end{bmatrix}}={\begin{bmatrix}1&0\\-{\frac {1}{2}}&{\frac {\sqrt {3}}{2}}\\-{\frac {1}{2}}&-{\frac {\sqrt {3}}{2}}\end{bmatrix}}{\begin{bmatrix}I_{\alpha }\\I_{\beta }\end{bmatrix}}}
Die Transformation ist nicht nur auf die elektrischen Ströme beschränkt, sondern kann für alle anderen elektrischen Größen wie die dabei auftretenden elektrischen Spannungen oder die magnetischen Flussdichten analog angewandt werden.

## Erweiterung
Bei einem nicht im Gleichgewicht befindlichen Dreiphasensystem kann durch Hinzufügen eines dritten Parameters {\displaystyle I_{\gamma }} im Rahmen der Theorie der symmetrischen Komponenten die α,β-Transformation zu der α,β,γ-Transformation erweitert werden. {\displaystyle I_{\gamma }} ist die Summe der drei Phasenströme:
{\displaystyle I_{\gamma }={\frac {1}{3}}(I_{U}+I_{V}+I_{W})}
mit der dann auch für nicht im Gleichgewicht befindlichen Dreiphasensystemen gültigen α,β,γ-Transformation:
{\displaystyle {\begin{bmatrix}I_{\alpha }\\I_{\beta }\\I_{\gamma }\end{bmatrix}}={\frac {2}{3}}{\begin{bmatrix}1&-{\frac {1}{2}}&-{\frac {1}{2}}\\0&{\frac {\sqrt {3}}{2}}&-{\frac {\sqrt {3}}{2}}\\{\frac {1}{2}}&{\frac {1}{2}}&{\frac {1}{2}}\\\end{bmatrix}}{\begin{bmatrix}I_{U}\\I_{V}\\I_{W}\end{bmatrix}}}
und der dazu inversen α,β,γ-Transformation:
{\displaystyle {\begin{bmatrix}I_{U}\\I_{V}\\I_{W}\end{bmatrix}}={\begin{bmatrix}1&0&1\\-{\frac {1}{2}}&{\frac {\sqrt {3}}{2}}&1\\-{\frac {1}{2}}&-{\frac {\sqrt {3}}{2}}&1\end{bmatrix}}{\begin{bmatrix}I_{\alpha }\\I_{\beta }\\I_{\gamma }\end{bmatrix}}}